# Trios per a piano, Op. 70 (Beethoven)
Els Trios per a piano, Op. 70 són dues obres per a piano, violí i violoncel de Ludwig van Beethoven. Tots dos trios van ser compostos l'any 1808, durant l'estada de Beethoven a la casa de la comtessa Marie von Erdödy. En agraïment, estan dedicats a ella. Es van publicar el 1809.
Aquestes peces són representatives del període estilístic "mitjà" de Beethoven (aproximadament entre 1803 i 1812), i que inclou moltes de les seves obres més famoses. Beethoven va escriure els dos trios per a piano mentre passava l'estiu de 1808 a Heiligenstadt, Viena, on, l'estiu anterior, havia completat la seva Simfonia núm. 5. Va escriure els dos trios immediatament després d'acabar la seva Simfonia pastoral. Aquest va ser un període d'incertesa en la vida de Beethoven, en particular perquè no tenia cap font d'ingressos fiable.
Encara que aquests dos trios són numerats com a "núm. 5" i "núm. 6", la numeració dels dotze trios per a piano de Beethoven no està estandarditzada, i en altres fonts documentals les dues obres Op 70. presenten numeracions diferents, si és que hi apareix un número.

## Trio per a piano en re major, Op. 70 núm. 1 "Fantasma"
El primer trio, en re major, conegut com el «Trio dels fantasmes» o «Trio Fantasma», és una de les seves obres de cambra més conegudes, al costat del «Trio Arxiduc». Aquest Trio en re major presenta temes que també apareixen en el segon moviment de la Simfonia núm. 2 de Beethoven.
Segons Lewis Lockwood, Carl Czerny, deixeble de Beethoven, va escriure el 1842 que el moviment lent li va recordar (Czerny) l'escena fantasmagòrica de l'obertura del Hamlet de Shakespeare, i aquest va ser l'origen del sobrenom. James Keller també atribueix el sobrenom a Czerny, afegint: "Es pot descartar errònia la afirmació de que aquest moviment del «Trio Fantasma» és una reelaboració de la música de Beethoven esbossada originalment com el cor de les bruixes per a la seva Macbeth.
1. Allegro vivace e con brio, re major, 3/4
2. Largo assai ed espressivo, re major, 2/4 [aquest moviment és el que dona el nom "Trio Fantasma"][5]
3. Presto, re major, 4/4

## Trio per a piano en mi bemoll major, Op. 70 núm. 2
1. Poco sostenuto – Allegro, ma non troppo, mi bemoll major, 4/4 - 6/8
2. Allegretto, do major/menor, 2/4
3. Allegretto ma non troppo, la bemoll major, 3/4
4. Finale. Allegro, mi bemoll major, 2/4

El segon moviment es troba en forma de doble variació.